# Grande Dixence
Con i suoi 285 metri di altezza, la diga della Grande Dixence (in francese barrage de la Grande-Dixence), situata in testa alla Val d'Hérens nel Canton Vallese della Svizzera, è la diga più alta d'Europa e la terza più alta al mondo (dopo la Nurek Dam e la Diga di Xiaowan).

## Descrizione

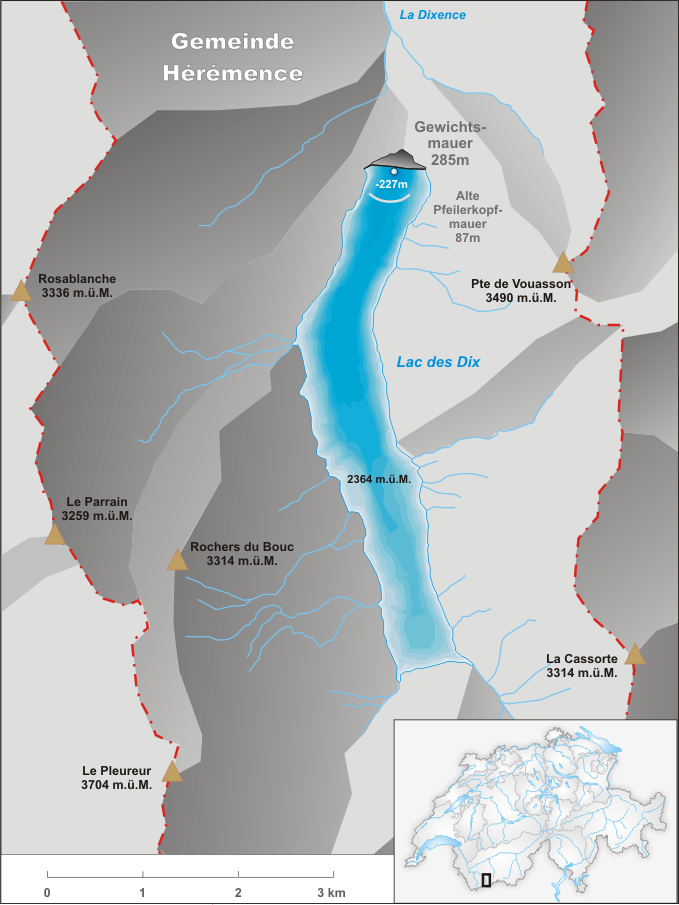
Mappa del lago

È la diga a gravità più alta del mondo. Essa dà origine al lago di Dix, che si sviluppa su una lunghezza di circa 4 km. Quando è pieno, il suo bacino raggiunge una profondità di circa 227 metri, arrivando a contenere un volume di 400 milioni di m³ di acqua.
L'altezza del coronamento della diga raggiunge i 2365 metri di altitudine, in una ripida valle di montagna e, grazie a delle condotte forzate, l'acqua viene portata a tre centrali idroelettriche situate nella valle del Rodano, 1800 metri più in basso.

Gli stadi di costruzione della diga dal 1953 al 1961

È stata costruita un centinaio di metri davanti alla diga della Dixence, per la maggior parte dell'anno sommersa.
Lo sbarramento della diga interviene sul corso del Dixence, un fiume relativamente modesto, ma è in grado di raccogliere una grande quantità di acqua grazie a un sistema di tubazioni, con uno sviluppo in lunghezza superiore ai 100 km, che porta acqua dalle valli e dai fiumi limitrofi.
La maggior parte dell'acqua viene fornita dallo scioglimento dei ghiacciai durante il periodo estivo.